# I Saw You Saying (That You Say That You Saw)
I Saw You Saying (That You Say That You Saw) é uma canção da banda brasileira Raimundos lançada em 1996 como o terceiro single do álbum Lavô Tá Novo (1995). Escrita em parceria com Gabriel Thomaz, a música foi o grande sucesso radiofônico do disco e se tornou um dos principais hits da carreira da grupo, sendo incluída em todos os seus álbuns ao vivo e coletâneas. Foi regravada por diversos artistas como Ultraje a Rigor, Pato Fu, Autoramas e outros nomes do cenário independente.

## Letra e composição
A canção narra em primeira pessoa a história de um rapaz que encontra a cantora Madonna no jardim de sua casa. Ele tenta se comunicar sem sucesso, pois não sabe falar inglês. O jovem então pede ajuda ao seu pai, que também não entende o que ela diz.
A letra foi composta pelo vocalista Rodolfo Abrantes com o músico Gabriel Thomaz, seu amigo de infância e na época líder da banda brasiliense Little Quail and The Mad Birds. Segundo Gabriel, Rodolfo o procurou pois estava com dificuldades para compor algo mais melódico e com sonoridade sessentista, já que sua especialidade era o hardcore. Os dois desenvolveram a música em uma única noite na casa de Gabriel, usando duas guitarras e um gravador portátil, sem amplificadores. Rodolfo afirmou que a ideia foi inspirada em músicas cantadas na base do inglês "embromation", com frases sem significado algum. Dai veio o título que em português significa "Eu vi você dizendo que você disse que você viu". A ideia inicial era grava-la totalmente em inglês, porém o vocalista no estúdio resolveu canta-la misturado partes em inglês e português no refrão e no final da música.
Com influência do rock dos anos 50 e 60, possui melodia acessível e dançante, camadas de guitarras com um dos riffs mais conhecidos do grupo, além do uso de backing vocals característicos da época, sendo definida como uma "balada brega".

## Lançamento e recepção
A canção chegou ás rádios de rock antecipadamente em março de 1996. Em um mês já estava entre as 10 mais tocadas do gênero nas principais capitais, sendo oficialmente lançada na sequência como o terceiro single do álbum e fazendo com que a banda engavetasse o videoclipe de Esporrei na Manivela em detrimento de outro para o mais novo sucesso. Ao longo dos meses ocupou por diversas vezes o primeiro lugar nas paradas das rádios rock, superando até mesmo outros sucessos como Garota Nacional da banda Skank, o maior hit daquele ano. Ultrapassou a barreiras das FMs e entrou na programação de rádios pop, fato que não acontecia com a banda desde Selim. Repetiu o sucesso, chegando a ficar entre as 30 músicas mais tocadas do país e se tornando até então, o maior hit da carreira da banda. Essa popularidade rendeu participações em programas como Xuxa Hits e Domingo Legal, onde a banda jamais havia chegado. I Saw You Saying também fez sucesso na Espanha, onde ficou entre as mais tocadas na Radio 3, a principal do país no gênero alternativo. O co-autor da música Gabriel Thomaz afirmou que comprou seu primeiro apartamento graças ao dinheiro gerado com o sucesso da canção.

## Videoclipe
Dirigido por Raul Machado com direção de fotografia de Lito Mendes, o videoclipe da canção foi gravado em maio de 1996 na tradicional casa de shows Som de Cristal, em São Paulo. O enredo mostra a banda em 3 situações distintas intercaladas na mesma história, similar a uma sitcom. Na principal, a banda se apresenta em uma espécie de baile à moda antiga. Na platéia estão presentes, além de dançarinas de ula-ula e diversos casais, Madonna (interpretada por uma sósia) e seu companheiro, interpretado por Betinho, o roadie da banda na época. A personagem aparece vestida com seus trajes da fase Erotica. O técnico de som Guiminha também participa como empresário da grupo. Em outras cenas, os integrantes, incluindo Rodolfo trajado de maleiro, aparecem bajulando Madonna em um quarto de hotel. Eles também aparecem como funcionários de uma típica lanchonete americana dos anos 50. Após discutir com clientes, Digão pega uma prancha e vai "surfar" em um onda projetada em chroma key. Segundo Raul, os grupos Beach Boys, The Monkees, The Beatles e Menudo foram as referências utilizadas no conceito do clipe.

## Faixas e formatos
"I Saw You Saying (That You Say That You Saw)". CD single (WEA Music Brasil CDWP1496)
| N.º | Título                                         | Compositor(es)                    | Duração |  |
| 1.  | "I Saw You Saying (That You Say That You Saw)" | Rodolfo Abrantes • Gabriel Thomaz | 3:25    |  |

## Versão de Pato Fu
Em 2017 a banda mineira Pato Fu regravou a canção em seu projeto Música de Brinquedo 2. Dois anos depois, em 27 de setembro de 2019, uma versão ao vivo com a participação da companhia de bonecos Giramundo foi lançada como o primeiro single do álbum Música de Brinquedo 2 Ao Vivo.
Sobre essa versão, o guitarrista John Ulhoa afirmou ser fã do Raimundos e que a música foi incluída no projeto por ser uma das poucas do grupo que não possui palavrão, além do fato de sua letra brincar com o inglês que ele chamou de "macarrônico", com um humor de fácil assimilação por crianças. Além dos instrumentos de brinquedo e refrão com coral de crianças típicos do projeto, nessa versão a banda utiliza um stylophone para reproduzir os riffs e o solo de guitarra..
Seu videoclipe foi retirado do show gravado em 31 de março de 2019 no Sesc Palladium em Belo Horizonte, Minas Gerais. Foi produzido pela Sabotage Films e dirigido por Daniel Veloso.

### Faixas e formatos
| Dowload digital • streaming |                                                          |         |  |
| N.º                         | Título                                                   | Duração |  |
| 1.                          | "I Saw You Saying (That You Say That You Saw) [Ao Vivo]" | 4:18    |  |

## Outras Versões

#### Ultraje a Rigor
Em 2012 a banda Ultraje a Rigor regravou a canção no álbum split O Embate do Século: Ultraje a Rigor vs. Raimundos. Essa versão recebeu uma arranjo inspirado na surf music.
Seu clipe, lançado em 8 de agosto de 2012 foi dirigido por J.R Wendell e Fábio Menezes e gravado no centro de São Paulo. O enredo mostra um artista de rua caracterizado como Charles Chaplin tentando conquistar a personagem da música, que por sua vez esta caracterizada como Marilyn Monroe. A banda aparece em estúdio com o vocalista Roger Moreira fazendo o papel de pai do jovem, enquanto uma versão idosa da banda serve de trilha sonora para a história. O clipe utiliza a estética dos filmes mudos da década de 1930 e, segundo o diretor, "cria uma história que interpreta (e distorce) a letra da música de forma divertida, alternativa e subliminar, para quem gosta das entrelinhas.”

#### Autoramas
Em 2009 a atual banda de Gabriel Thomaz, o Autoramas, gravou uma versão acústica da canção no álbum MTV Apresenta Autoramas Desplugado. Em entrevista Gabriel afirmou que sempre quis colocar em canção no repertório da banda, porém tinha receio que ela soasse como um cover. Após insistência de amigos e resultados satisfatórios nos ensaios, considerou o projeto acústico como a "situação perfeita" para gravar a música. Seu clipe chegou a figurar entre os 15 mais votados do programa MTV Lab Disk, da MTV Brasil.

## Na cultura popular
Durante uma participação no programa Domingo Legal, em sua passagem pelo Brasil em 1997, a cantora colombiana Shakira cantou um trecho da música ao ser questionada por Gugu Liberato se conhecia alguma música brasileira. Na versão gravada pela banda Vênus Café para o tributo A 300 KM Por Hora (2018), Madonna é substituída na letra por Lady Gaga. A canção é citada em A Mais Pedida, outro sucesso do Raimundos.

## Prêmios e indicações
| Ano  | Prêmio                 | Versão    | Categoria             | Resultado | Ref.   |
| ---- | ---------------------- | --------- | --------------------- | --------- | ------ |
| 1996 | MTV Video Music Brasil | Raimundos | Videoclipe do Ano     | Indicado  | [ 43 ] |
| 1996 | MTV Video Music Brasil | Raimundos | Videoclipe de Rock    | Indicado  | [ 43 ] |
| 1996 | MTV Video Music Brasil | Raimundos | Direção em Videoclipe | Indicado  | [ 43 ] |

## Créditos
- Rodolfo - Voz, backing vocal e guitarra solo
- Digão - Guitarra base e backing vocal
- Canisso - Baixo
- Fred - Bateria
- Gabriel Thomaz - Violão e backing vocal
- Guilherme Bonolo - Backing vocal